# Château d'Issan
Le château d'Issan, est un domaine viticole situé à Cantenac en Gironde. Son vin, produit sous l'appellation margaux, est classé troisième grand cru dans la classification officielle des vins de Bordeaux de 1855.

## Histoire du domaine
La légende voudrait que le vin de ce domaine ait été servi le 11 mai 1152 lors du mariage d'Aliénor d'Aquitaine avec Henri Plantagenêt, futur roi d'Angleterre. Le vin est au XIXe siècle servi à la cour de l'empereur François-Joseph à Vienne justifiant la devise du château d'Issan : Regium mensis aris que deorum (« Pour la table des Rois et l'autel des Dieux »).
Au XIXe siècle se tenait à l’emplacement du château actuel un château fortifié. Au XVIIe siècle, lorsque la famille du riche parlementaire bordelais d’Essenault acquit l’ancienne seigneurie, elle fit raser entièrement le château médiéval, et fit construire le château actuel sur la plateforme ainsi arasée entourée de douves.
Il est acquis par la famille Blanchy en 1851. La famille Roy acquiert le domaine en 1865, dote le domaine de chais et cuvier et permet à Château d'Issan d'être inscrit au classement des Grands crus de 1855.
Propriété de la famille Cruse – propriétaire de l'une des grosses maisons de négoce de Bordeaux, Cruse fils & frères – depuis son achat en 1945 par Emmanuel Cruse I qui en assume la direction et l'ajoute aux autres propriétés alors détenu par la famille (Pontet-Canet, Le Taillan). Puis Lionel Cruse, le fils d'Emmanuel I, gère Château d'Issan, jusqu'à sa retraite en 1998, quand il en cède la direction à son fils Emmanuel Cruse II. Le millionnaire Jacky Lorenzetti en devient copropriétaire en 2013.
Les façades et toitures du château, ainsi que plusieurs éléments à l’intérieur (la cheminée dans la salle de Justice et celle dans la salle à manger) fait l’objet d’une inscription au titre des monuments historiques depuis le 16 juin 1970.

Le château d'Issan en images
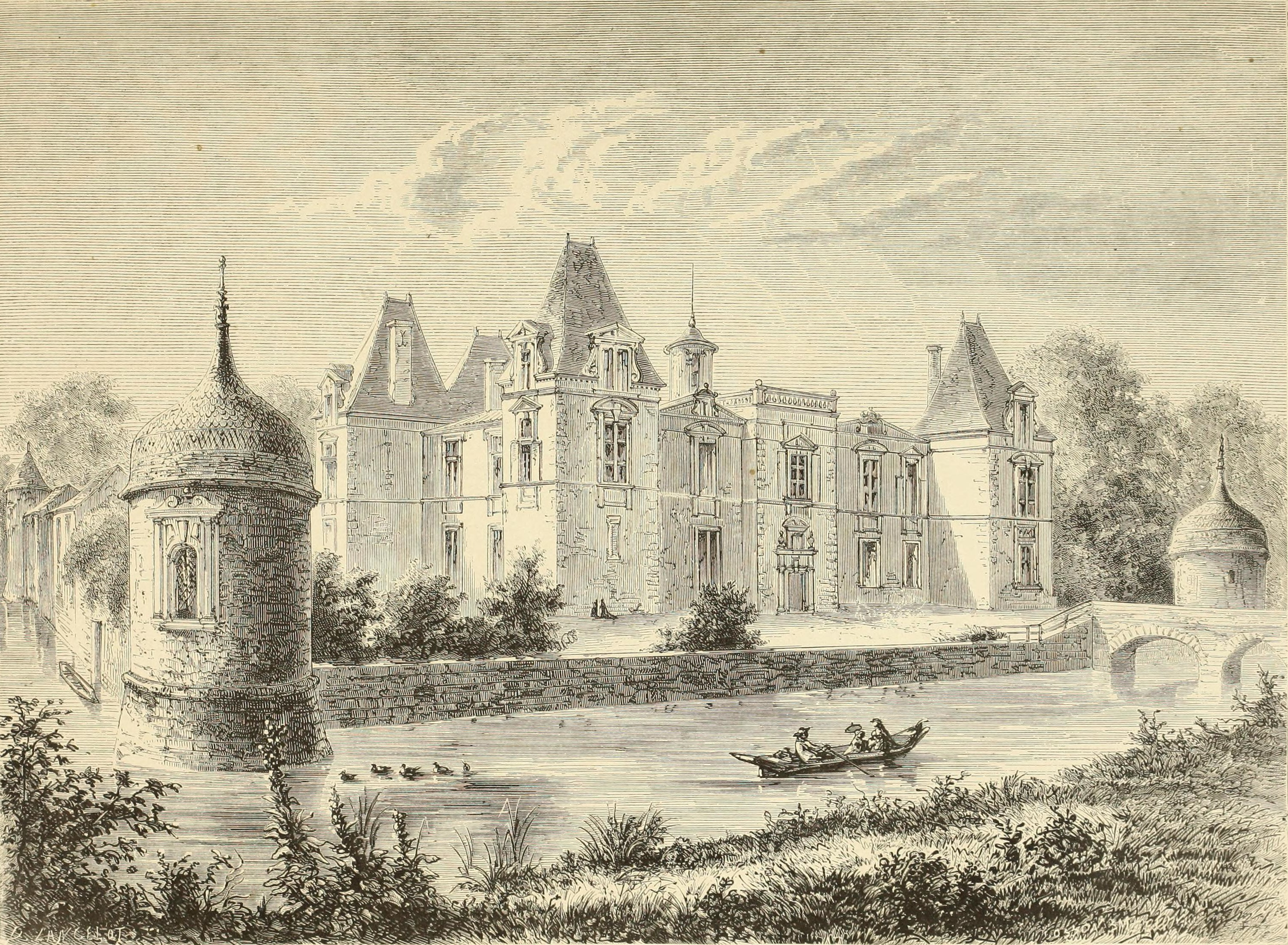
En 1838.
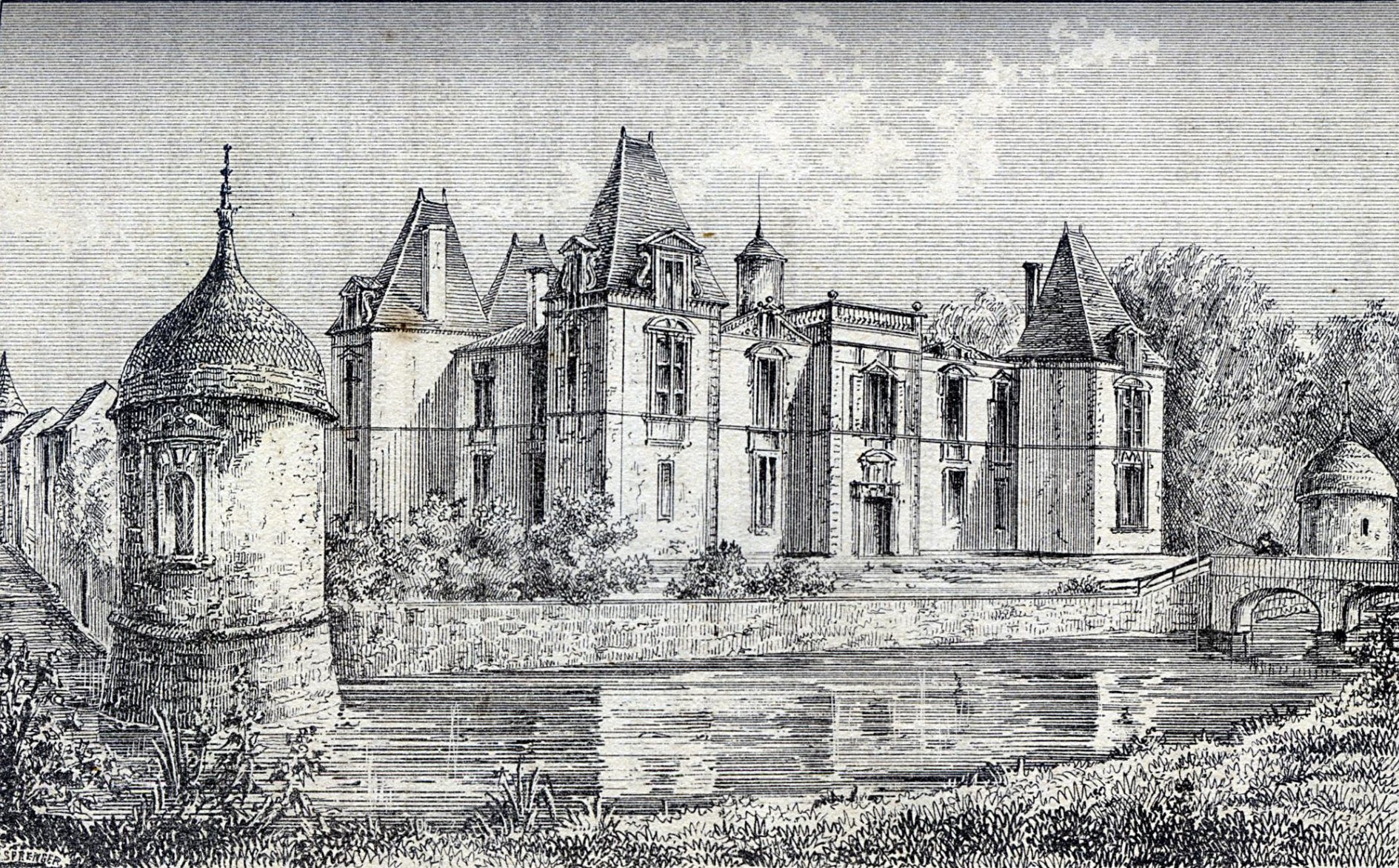
En 1868.
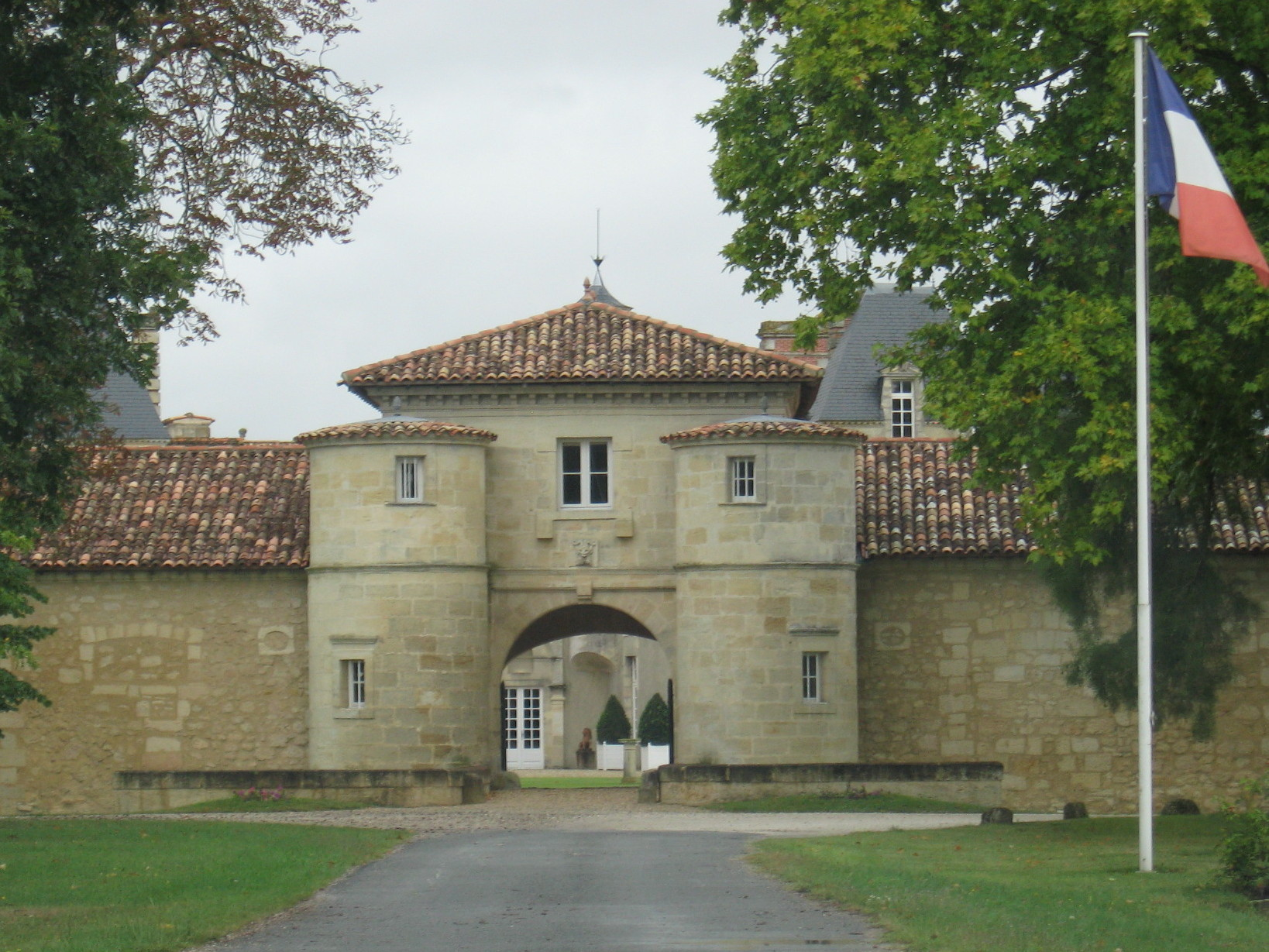
Porche d'entrée.
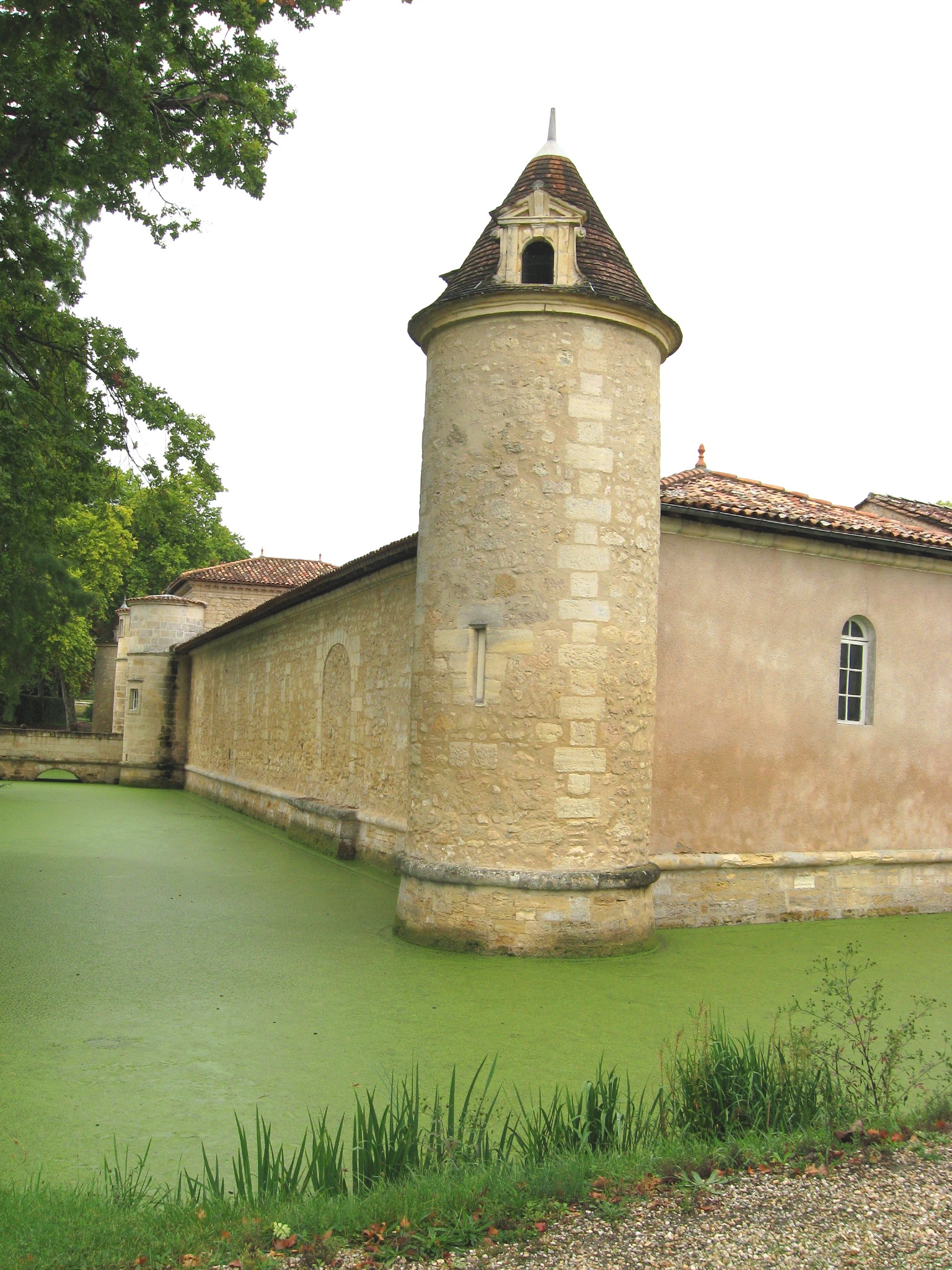
Douves et mur d'enceinte.

## Vins du domaine
Le château produit un vin classé troisième cru d'après la classification officielle des vins de Bordeaux de 1855. Il couvre 120 hectares, avec un sol et sous-sol de « graves et gravelo-argileux », un encépagement réparti entre cabernet sauvignon (65 %) et merlot noir (35 %) et un élevage en barriques, dont la moitié de barriques neuves. Le premier vin Château d'Issan est produit à 180 000 bouteilles annuellement.
Viennent compléter ce grand cru un second vin, Blason d’Issan, et la production de deux propriétés elles aussi vinifiées par Château d'Issan, le château de Candale (un haut-médoc), et le Moulin d’Issan (un bordeaux-supérieur), produit à 70 000 bouteilles par an.